# یوشیناگا آریما
یوشیناگا آریما (انگلیسی: Yoshinaga Arima؛ زادهٔ ۲۵ اکتبر ۱۹۹۳) بازیکن فوتبال اهل ژاپن است.